# Oberea semifuscipennis
Oberea semifuscipennis là một loài bọ cánh cứng trong họ Cerambycidae.